# Catspaw
April Dumaka, alias Catspaw, è un personaggio immaginario della DC Comics. Comparve per la prima volta nella serie Legione dei Super Eroi vol. 4, in una storia ambientata in una realtà alternativa ora scartata nota come Glorithverso.

## Biografia del personaggio
Il Glorithverso venne quando un nemico classico della Legione, il manipolatore del tempo Time Trapper, fu rimpiazzato per un certo periodo, prima dell'evento Ora Zero, dalla criminale minore della Legione chiamata Glorith. La ragione data nel "mondo reale" per questo cambiamento fu la richiesta del team creativo dei fumetti di Superman di fare più riferimenti al personaggio di Superboy, precedente alla storia nota come Crisi sulle Terre infinite, che fu cancellato dalla continuità della storia della Legione. Durante questo periodo, comparve la Legione Batch SW6: questi erano duplicati dei Legionari della Silver Age. Dopo un breve periodo, la squadra ottenne nuovi costumi e per molti dei membri, nuovi nomi in codice, e ottennero la nuova serie Legionnaires.
Dumaka, che ottenne i suoi poteri (agilità e velocità feline) dalla manipolazione genetica dei Dominatori (una razza aliena che cercò di conquistare la Terra), non fu un membro originale dei Batch SW6, ma fu tenuta nelle stesse stanze sotterranee da cui emersero i Batch SW6.
Fu membro della Legione per un brevissimo periodo di tempo, e in Legionnaires n. 17 avvenne l'Ora Zero, cominciando una nuova continuità in cui Catspaw non comparve. La sua controparte post-rinnovamento ebbe un cameo veramente breve come membro potenziale della squadra rivale della Legione, i Workforce.

## Poteri e abilità
Un ibrido umano-felino, Catspaw possiede l'agilità, la velocità e i sensi sviluppati (olfatto, udito ed equilibrio) tipico dei gatti, così come gli artigli retrattili sulle dita di mani e piedi. Possiede anche un'eccellente vista notturna e istinti animaleschi.